# Kurt-Schumacher-Brücke (Essen)
Die Kurt-Schumacher-Brücke ist eine Straßenbrücke im Essener Stadtteil Steele. Sie führt bei Flusskilometer 43,8 über die Ruhr und verbindet Steele mit  dem Nachbarstadtteil Überruhr.

## Geschichte
Im Jahr 1860 erkannte Bürgerschaft und die Stadtvertretung der damaligen Stadt Steele die Notwendigkeit einer festen Brücke, da der vorhandene Fährverkehr immer wieder durch Hochwasser gestört worden war.

### Vorgängerbau
In den Jahren 1873 bis 1875 entwarf Bauinspektor Genth in Ruhrort ein Brückenprojekt, das mit 390.000 Mark veranschlagt war. In Adolf Hengler fand man einen Unternehmer, der sich verpflichtete, die Brücke über 20 Jahre zu einem Zins von jährlich 12.000 Mark zu pachten. Im März 1883 wurden zum Bau der ersten Steeler Ruhrbrücke durch die Rheinische Provinzial-Vertretung Kosten in Höhe von 60.000 Mark bewilligt. Im Herbst 1884 wurde der Baumeister Locher aus Siegburg mit der Ausarbeitung der Pläne beauftragt. Nach dem am 16. April 1885 mit den Fundamentierungsarbeiten begonnen wurde, fand am 25. August 1885 die Grundsteinlegung statt. Der Akt wurde auf dem bereits auf über Wasserhöhe angelegten zweiten Strompfeiler vollzogen. Auf der festlich beflaggten Baustelle waren der Bürgermeister der Stadt Steele, Theodor Heider, die Beigeordneten und Stadtverordneten, städtische Beamte, die Hauptlehrer der städtischen Schulen, Pfarrer Gustav Augener, die leitenden Baubeamten, die am Bau beteiligten Unternehmer, Lieferanten, Meister und Bauleute erschienen. Unter der Anwesenheit vieler Zuschauer beidseits der Ruhr hielt Bürgermeister Heider eine Rede. Stadtsekretär Huß verlas die Urkunde, die danach in einer verschlossenen Glasflasche in den Grundstein eingelegt wurde. In der Urkunde heißt es:

„Dieser Bau wird mit einer Beihülfe der Rheinischen Provinzialverwaltung von 60.000 Mark aus städtischen Mitteln um die Summe von 215.000 Mark errichtet. Der Plan ist von dem Bauinspektor Locher in Siegburg entworfen und wird der Bau unter Leitung des Wasserbauinspektors Haupt zu Ruhrort von dem Regierungsbaumeister Wusset ausgeführt. ... Gottes Schutz dem Werke erflehend, haben wir diese Urkunde unter Beidrückung des städtischen Siegels mit unserer Namensunterschrift vollzogen in der frohen Hoffnung, daß diese Brücke bis in die fernsten Zeiten glücklich erhalten bleibe, der Stadt zur Zierde und zum Segen, den kommenden Geschlechtern ein spornendes Beispiel. Steele, 25. August 1885. Der Bürgermeister. Die Beigeordneten. Die Stadtverordneten. Die Theilnehmer.“

Am 30. Juni 1886 fand die Eröffnungsfeier der Ruhrbrücke statt, die nach 15 Monaten unfallfreier Bauzeit fertiggestellt wurde. Dazu gab es einen Festumzug vom Grendplatz über die Ruhrstraße (heute Grendtor) zur Brücke. Die Ruhrstraße war mit Flaggen geschmückt und zur Brücke ein mit grünen Zweigen dekorierter Ehrenbogen errichtet. Nach der Eröffnungsrede des Bürgermeisters Theodor Heider und einem Hoch auf den Kaiser wurde die 120,3 Meter lange und 7,1 Meter breite Brücke dem Verkehr übergeben. Die Stahlfachwerkkonstruktion mit einem Gesamtgewicht von 306 Tonnen wurde von der Maschinenbau-Actien-Gesellschaft Union in Essen gefertigt. Der bis dahin gängige Fährbetrieb war eingestellt worden. Die Brücke bot zur damaligen Zeit eine wichtige Handelsverbindung zwischen dem Bergischen Land und dem Hellweg. Von allen Benutzern wurde ein Brückengeld erhoben. Diese Tradition führte auch der Bauunternehmer Adolf Hengler fort, der mehrere Mietshäuser im Hünninghausenweg besaß und an den die Brücke 1905 für 12.000 Mark jährlich verpachtet wurde. Er erhob ein Brückengeld von drei Pfennigen, das nach dem Ersten Weltkrieg wieder entfiel. Nach ihm ist die Henglerstraße benannt, auf die die Brücke im Norden trifft. Am 23. November 1907 wurde eine Straßenbahnlinie über die Ruhrbrücke in Betrieb genommen.
Im Zuge der Ruhrbesetzung 1923 wurde die Ruhrbrücke von französischen Truppen besetzt. Als 1931 das Zöllnerhaus der Brücke abgerissen wurde, war eine Ruhrüberquerung an dieser Stelle erstmals gebührenfrei geworden.
Am 8. April 1945 wurde die Ruhrbrücke, wie auch die benachbarte Eisenbahnbrücke, von der Wehrmacht gesprengt.
Nach dem Wiederaufbau wurde am 25. Oktober 1945 auch der Straßenbahnverkehr wieder aufgenommen.
Der sich permanent verschlechternde bauliche Zustand der Brücke – sie war nach dem Wiederaufbau anfangs noch für 16 Tonnen Last zugelassen – erzwang allerdings am 6. Februar 1951 die komplette Einstellung des Straßenbahnbetriebes der Linie der Bergischen Kleinbahnen AG. Die Linie endete fortan am südlichen Brückenkopf neben dem Haus Ruhreck auf der Langenberger Straße.

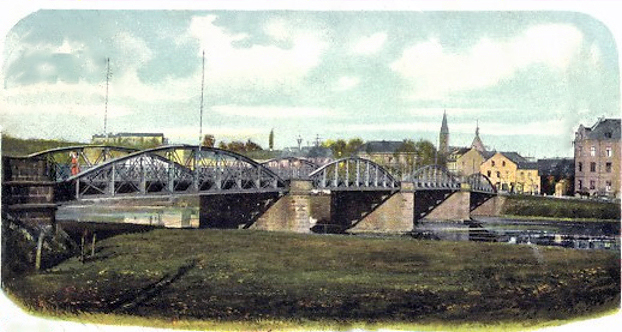
Um 1900, Blick von Südosten
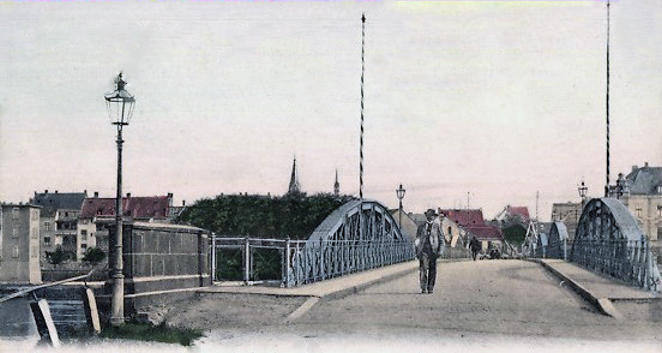
Um 1905, Blick von Südwesten
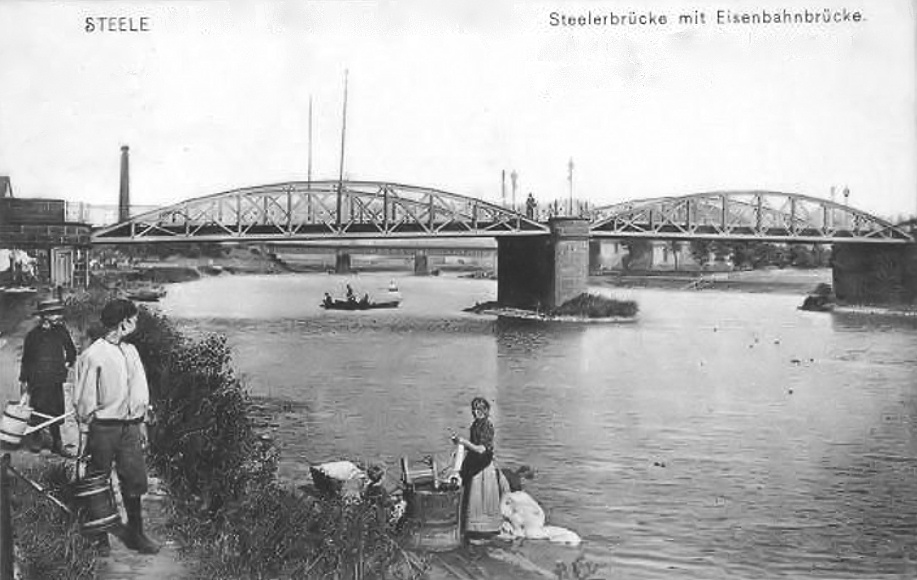
Um 1905, im Hintergrund die alte Steeler Eisenbahnbrücke

### Heutige Brücke
1953 begann man mit dem dringend notwendigen Neubau der Brücke, die dann am 19. Juni 1954 durch den damaligen Oberbürgermeister Hans Toussaint feierlich dem Verkehr übergeben werden konnte. Über die Neubau-Brücke war kein Straßenbahnbetrieb von und nach Steele mehr vorgesehen, sodass die südlich endende Linie schließlich 1973 ganz stillgelegt wurde.
Den Namen Kurt-Schumacher-Brücke erhielt die Ruhrbrücke im Februar 1982, benannt nach dem ersten SPD-Vorsitzenden nach dem Zweiten Weltkrieg, Kurt Schumacher.

## Technische Daten
Die überführende Fahrbahn der heutigen Brücke ist neun Meter breit und auf beiden Seiten von je einem Fußweg von 3,25 Metern Breite begrenzt. Die Balken der Balkenbrücke sind aus Stahl, auf denen sich die Fahrbahndecke aus Spannbeton befindet. Die Balkenhöhe variiert von 0,986 bis 1,295 Metern. Gebaut wurde die Brücke in den Jahren 1953 und 1954 von den Firmen C. H. Jucho (1974 in ThyssenKrupp aufgegangen) und der nicht mehr existenten Johannes Dörnen Stahlbauwerk GmbH & Co. KG.